# Fahd Aktaou
Fahd Aktaou (sinh ngày 13 tháng 1 năm 1993 ở Amsterdam) là một cầu thủ bóng đá người Hà Lan thi đấu ở vị trí hậu vệ trái. Anh từng thi đấu cho SC Heerenveen, Almere City, Heracles Almelo và FC Dordrecht.

## Sự nghiệp câu lạc bộ
Anh từng thi đấu cho SC Heerenveen, mượn từ Almere City. Anh gia nhập Heracles vào mùa hè năm 2014, và lại được cho mượn đến FC Dordrecht vào mùa hè năm 2015. Anh bị đuổi khỏi Dordrecht vào tháng 2 năm 2016 vì lý do không tiết lộ.
Vào tháng 6 năm 2016 Aktaou joined Đội bóng Maroc WAC Casablanca.